# Walton (Kentucky)
Walton é uma cidade localizada no estado americano de Kentucky, no Condado de Boone e Condado de Kenton.

## Demografia
Segundo o censo americano de 2000, a sua população era de 2450 habitantes.
Em 2006, foi estimada uma população de 2935, um aumento de 485 (19.8%).

## Geografia
De acordo com o United States Census Bureau tem uma área de
9,0 km², dos quais 9,0 km² cobertos por terra e 0,0 km² cobertos por água. Walton localiza-se a aproximadamente 280 m acima do nível do mar.

## Localidades na vizinhança
O diagrama seguinte representa as localidades num raio de 16 km ao redor de Walton.